# Luck Ra: BZRP Music Sessions, Vol. 61
«Luck Ra: BZRP Music Sessions, Vol. 61» es una canción del productor argentino Bizarrap y el cantante argentino Luck Ra, perteneciente a las BZRP Music Sessions. Fue lanzado el 28 de diciembre de 2024 a través de la plataforma Dale Play Records.

## Antecedentes
En abril de 2024, Bizarrap se comprometió a lanzar una nueva canción si su equipo favorito, Vélez Sarsfield, se coronaba campeón de la Liga Profesional 2024, durante una entrevista con Matías Pelliccioni en el programa de streaming de TYC Sports.

## Video musical
El formato del vídeo musical es el clásico de las sesiones de Bizarrap: Luck Ra interpreta la canción, filmado por cuatro cámaras en cada ángulo, mientras el productor Bizarrap está atrás moviéndose mientras. En el minuto 1:44 se oye un audio de voz del futbolista argentino Paulo Dybala.

## Posicionamiento en listas

### Semanales
| País (Lista 2025)             | Posición más alta |
| ----------------------------- | ----------------- |
| Argentina (CAPIF)             | 2                 |
| Argentina (Monitor Latino)    | 1                 |
| Argentina Hot 100 (Billboard) | 2                 |
| Bolivia Songs (Billboard)     | 16                |
| Bolivia (Monitor Latino)      | 1                 |
| Chile (Monitor Latino)        | 4                 |
| El Salvador (Monitor Latino)  | 16                |
| España (PROMUSICAE)           | 25                |
| Spain Songs (Billboard)       | 21                |
| Paraguay (Monitor Latino)     | 1                 |
| Uruguay (Monitor Latino)      | 1                 |

### Mensuales
| País (Lista 2025) | Posición más alta |
| ----------------- | ----------------- |
| Paraguay (SPG)    | 5                 |
| Uruguay (CUD)     | 4                 |

## Certificaciones
| País   | Organismo certificador | Certificación | Ventas certificadas | Ref.   |
| ------ | ---------------------- | ------------- | ------------------- | ------ |
| España | PROMUSICAE             | Platino       | 60 000              | [ 18 ] |

## Historial de lanzamientos
| País   | Fecha                   | Formato(s)                 | Sello(s) discográfico(s) | Ref.   |
| ------ | ----------------------- | -------------------------- | ------------------------ | ------ |
| Varios | 27 de diciembre de 2024 | Descarga digital streaming | Dale Play Records        | [ 19 ] |